# Bersa Thunder 380
Bersa Thunder 380 (англ. Thunder — «Гром») — аргентинский самозарядный пистолет, разработанный фирмой Bersa в 1995 году, в основном для гражданского рынка оружия.

## Конструкция
Автоматика работает по принципу использования отдачи при запирании канала ствола свободным затвором. Кожух удерживается в крайнем переднем положении собственной массой и возвратной пружиной, расположенной на стволе. Рама выполнена из лёгкого сплава на основе алюминия. Затвор-кожух изготовлен из оружейной стали.
Ударно-спусковой механизм куркового типа, двойного действия, с предохранительным взводом. Усилие спуска в режиме одинарного действия — около 2,7 кг, в режиме самовзвода — около 5 кг. На тыльной поверхности спускового крючка расположен выступ, служащий ограничителем хода, чем устраняется провал спуска при срыве боевого взвода курка с шептала, повышая тем самым, точность стрельбы. На левой стороне тыльной части затвора-кожуха расположен рычаг флажкового предохранителя, при включении безопасно спускающего курок с боевого взвода и блокирующий его в переднем положении.
Также, безопасность в обращении обеспечивает автоматический предохранитель ударника, блокирующий его до того момента, когда спусковой крючок не будет полностью выжат. Этот предохранитель защищает оружие от случайного выстрела при падении. Пистолет оснащён дополнительным автоматическим магазинным предохранителем, блокирующим ударно-спусковой механизм при отсутствии магазина в рукоятке. Рычаг затворной задержки расположен на левой стороне рамы. Рычаг фиксатора затвора-кожуха, служащий для разборки пистолета, расположен на правой стороне рамы, над передним основанием спусковой скобы. Кнопка защелки магазина размещается под рычагом затворной задержки, позади спусковой скобы. Прицельные приспособления открытого типа состоят из мушки, изготовленной заодно с кожухом-затвором, и целика, вставленного в паз кожуха-затвора. Щечки рукоятки пластмассовые с насечкой.

## Точность стрельбы
На дистанции 9 метров стрельбой пятью сериями по пять выстрелов патронами Cor-Bon +P 90 gr. JHP диаметр лучшей группы попаданий равен 26 мм, а патронами Winchester BEB 95 gr. — 15 мм.
При стрельбе с дистанции 23 метра серией из пяти выстрелов патронами Cor-Bon группа попаданий составила 78 мм.

## Варианты и модификации

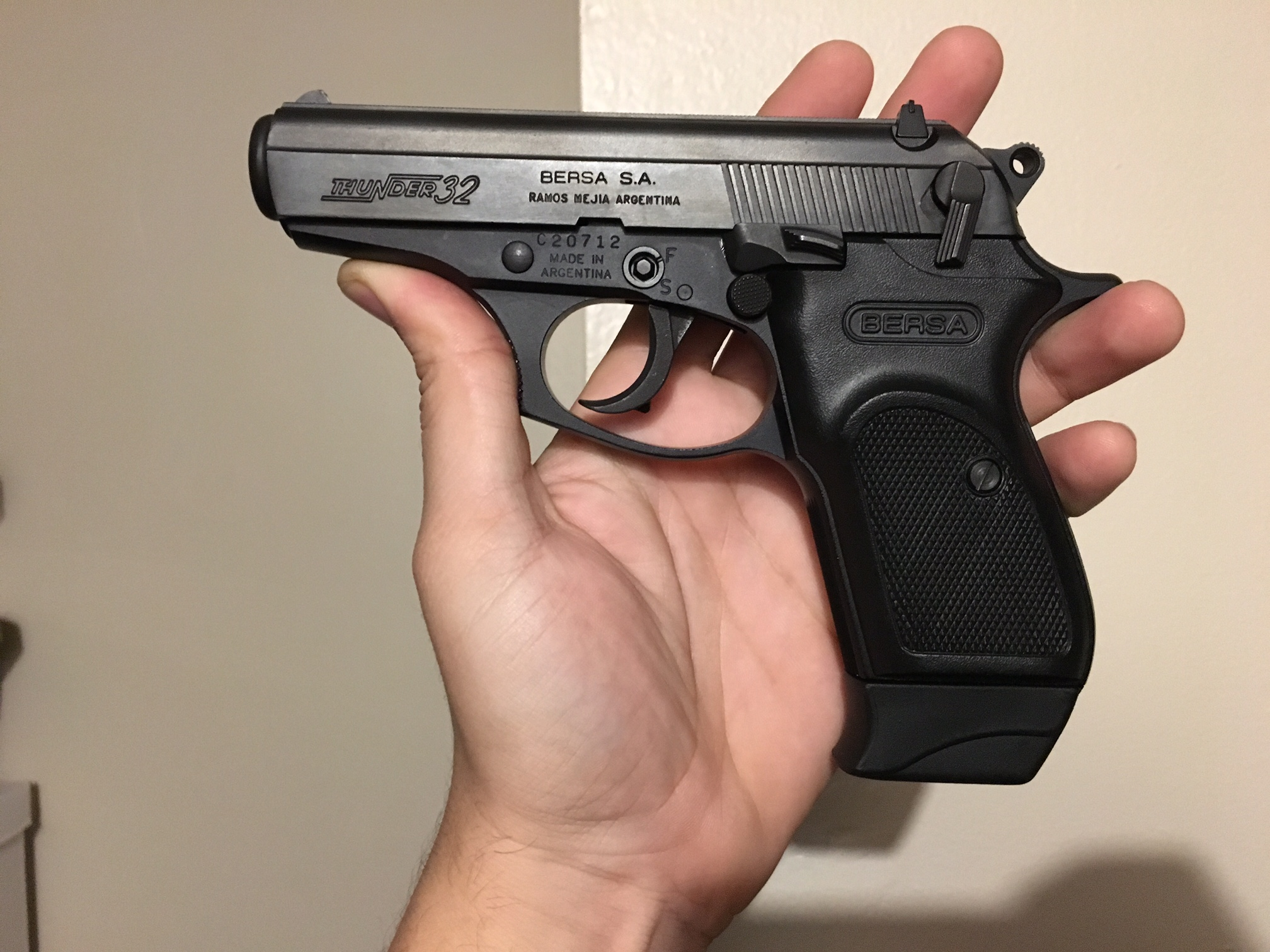
7,65-мм вариант Bersa Thunder 32

- Bersa Thunder 22 — 5,6-мм вариант под патрон .22 LR с магазином на 10 патронов
- Bersa Thunder 32 — 7,65-мм вариант под патрон 7,65 × 17 мм с магазином на 9 патронов
- Bersa Thunder 380 — 9-мм вариант с магазином на 7 патронов
- Bersa Thunder 380 Deluxe — 9-мм вариант с удлиненным магазином на 9 патронов
- Bersa Thunder 380 Super (коммерческое наименование Bersa Thunder 380 plus) — 9-мм модель 2000 года с двухрядным магазином на 15 патронов

## Аксессуары
- LaserLyte CK-MS — лазерный целеуказатель для Bersa Thunder 380 в алюминиевом корпусе, представленный весной 2012 года компанией «LaserLyte» (США)[3]
- LG-442 Crimson Trace Laser Polymer Grip — интегрированный лазерный целеуказатель компании «Crimson Trace» (США)

## Страны-эксплуатанты
- Аргентина — федеральная полиция Аргентины
- Эквадор — ВВС Эквадора